# FR-1 (satellite)
Pour les articles homonymes, voir FR1.
FR-1 est le nom donné au deuxième  satellite artificiel français lancé le 6 décembre 1965  (10 jours après le premier satellite français Astérix) par une fusée américaine Scout depuis la base spatiale de Vandenberg.
Ce satellite scientifique avait comme objectif l’étude de la propagation des ondes de très basse fréquence (TBF) dans l’ionosphère et la magnétosphère. À cet effet des stations situées à terre en France et au Panama émettait respectivement sur 16,8 kHz et 24 kHz et les capteurs du satellite orbitant à environ 750 km analysait le champ magnétique de l'onde reçue. Les capteurs étaient constitués de 3 antennes magnétiques et de deux antennes électriques. Deux autres instruments étaient embarqués : une sonde de mesure de la densité électronique locale du plasma et d'un magnétomètre tri-axial. 
La mission scientifique a été conçue par Llewelyn Robert Owen STOREY du CNET et menée conjointement par le CNET et le CNES. FR-1 est le premier satellite scientifique français et également le premier développement du CNES.